# Saint-Saturnin-du-Limet
Saint-Saturnin-du-Limet è un comune francese di 530 abitanti situato nel dipartimento della Mayenne nella regione dei Paesi della Loira.

## Società

### Evoluzione demografica
Abitanti censiti